# Viswanathan Anand
Viswanathan „Vishy” Anand (n. 11 decembrie 1969, Chennai, Tamil Nadu, India) este un șahist indian, care deține titlul de mare maestru internațional de șah, fiind și campion mondial în versiunea FIDE (2000-2002) și apoi campion mondial al versiunilor unificate (2007-2013).